# 穆桂英挂帅 (京剧)
《穆桂英掛帥》是1959年，京劇大師梅蘭芳晚年創作的最後一部梅派經典作品，他曾在《我怎樣創作穆桂英掛帥》一文中說明，《穆桂英掛帥》原是豫劇經典，在改編為京劇的过程中，考量劇情氣氛的飽滿度后，他以原作为基础，加入一段「穆桂英初始因宋朝王室刻薄寡恩不願出戰，經由佘太君說服後，展現忠君愛國情操」的情節，為角色建構出更完整的情緒轉折。

## 故事大綱
本劇基于民間故事改編，講述了退隱多年的穆桂英恰逢西夏來犯宋朝邊疆的故事。西夏犯疆，宋王(宋仁宗)苦于军中无人挂帅，希望得获统率三军的良将帅才。朝中奸臣王强为掌控兵权，与番邦里应外合夺取天下，推举自己的儿子王伦挂帅；而老臣寇准看破王强奸计，坚持谏议皇上召集天下勇士校场比武。正当王伦即将拿到帅印时，杨门子弟杨金花、杨文广姐弟来到校场，寇准凭二人武艺当场认出二人是杨家将后人，王强为使王伦夺取帅印，在校场上明言“杀伤无罪”，不料楊文广当场刀劈王伦，夺得帅印。寇准向宋王举荐二人，而宋王擔心兩姐弟太過年輕，又喜闻其母、一代传奇女将穆桂英尚且健在，即令穆桂英抱帅印指挥三军，转命金花、文广担任副将。穆桂英想起宋朝廷曾迫害忠良，宋王亦宠信奸臣，因此不願出征，同为杨门女将的佘太君当即表示“你不挂帅我挂帅”要代替穆桂英上任，穆桂英受到触动，恰巧此时窗外战鼓擂声震天，穆桂英想起当年两军阵前杀敌陷阵的峥嵘岁月，決定慷慨誓師出征。

## 穆桂英生平與愛情
穆桂英是出生於穆柯寨，從小在綠林好漢雲集的山寨成長，精通武藝，是知名女俠。在《楊家將》演義中，楊宗保為破解遼國設下的天門陣，需要穆柯寨的降龍木，因此率軍至穆柯寨與穆桂英過招。穆桂英以過人機智及精湛武藝，生擒楊宗保。在鬥智鬥武的過程中，穆桂英與楊宗保產生情愫，楊宗保一方面為求降龍木以破天門陣，一方面也希望能夠和与自己武力不相上下的穆桂英締結連理，一同為宋朝廷盡忠，因此答應穆桂英的求婚。于是驍勇善戰的穆桂英嫁給楊家優秀的子孫楊宗保便成了一段佳話，这也使得穆桂英成為宋朝楊門女將中的重要一員。